# Domenico da Gravina
Domenico da Gravina est un historien italien né à Gravina in Puglia dans l'ancien royaume de Naples vers la fin du XIIIe siècle et mort après 1350. Il a écrit en latin Chronicon de rebus in Apulia gestis, une chronique des événements survenus à Naples et dans les Pouilles de 1332 à 1350.

## Biographie
L'unique source concernant Domenico da Gravina est la chronique qu'il a écrite.
Domenico da Gravina exerçait la profession de notaire. Il a dû quitter sa ville natale avec une partie de sa famille lors des troubles politiques qui ont suivi l'assassinat en septembre 1345 du roi André Ier de Naples dont Domenico était l'un des partisans. Il se retire à Bitonto, près de Bari, avec sa famille.
Il commence à écrire sa chronique à Bitonto en juin-juillet 1349.

## Chronicon de rebus in Apulia gestis
La première partie de l'ouvrage est centrée sur le mariage en 1333 entre Jeanne, fille du duc de Calabre et de Marie de Valois, petite-fille et héritière du roi Robert Ier de Naples, avec André de Hongrie, l'assassinat de ce dernier sans doute à l'instigation de Louis de Tarente, amant puis époux de Jeanne, et les troubles qui ont suivi, avec l'expédition du frère d'André, Louis Ier de Hongrie, contre Naples en 1347-1348, l'épidémie de peste et les révoltes des barons napolitains qui contraignent le roi de Hongrie puis son représentant, Stephen Laczkfy, voïvode de Transylvanie, à se retirer.
La seconde partie a été écrite à la fin de 1350 ou au début de 1351 ; elle est pour la plus grande partie consacrée à la situation dans les Pouilles et aux événements auxquels Domenico a pris part.
Cette histoire du royaume de Naples de 1333 à 1350 est un document d’autant plus précieux écrit par un témoin oculaire des événements dont il donne le récit.

## Éditions duChronicon
- Dominici de Gravina Chronicon de Rebus in Apulia destis, traduction italienne en regard, Naples, Ernesto Anfossi, 1890 (collection Rerum Italicarum Scriptores).
- Dominici de Gravina notarii, Chronicon de rebus in Apulia gestis, édition d'A. Sorbelli, Città di Castello, 1903 (collection Rerum Italicarum Scriptores, XII, 3)
- Chronicon de rebus in Apulia Gestis di notar Domenico da Gravina, édition de Maria Giovanna Montrone, éditions Giuseppe Barile, 2008.